# Junácká vyhlídka
Junácká vyhlídka je pískovcový skalní výchoz v jižní části Broumovských stěn mezi Božanovským Špičákem a Signálem (okres Náchod, Královéhradecký kraj). Ze skály je výhled na Božanovský Špičák a polské Stolové hory. Vyhlídka je skryta za úzkou skalní štěrbinou.
Jde o tradiční místo setkávání skautů z okolí, kteří na vyhlídku každoročně před koncem roku pořádají výpravu; tradici těchto výstupů, zprvu ilegálních, založil v sedmdesátých letech Jiří Šimáně. Ve skále je vytesána skautská lilie.
Na skálu je vytyčeno sedm lezeckých cest.

## Galerie

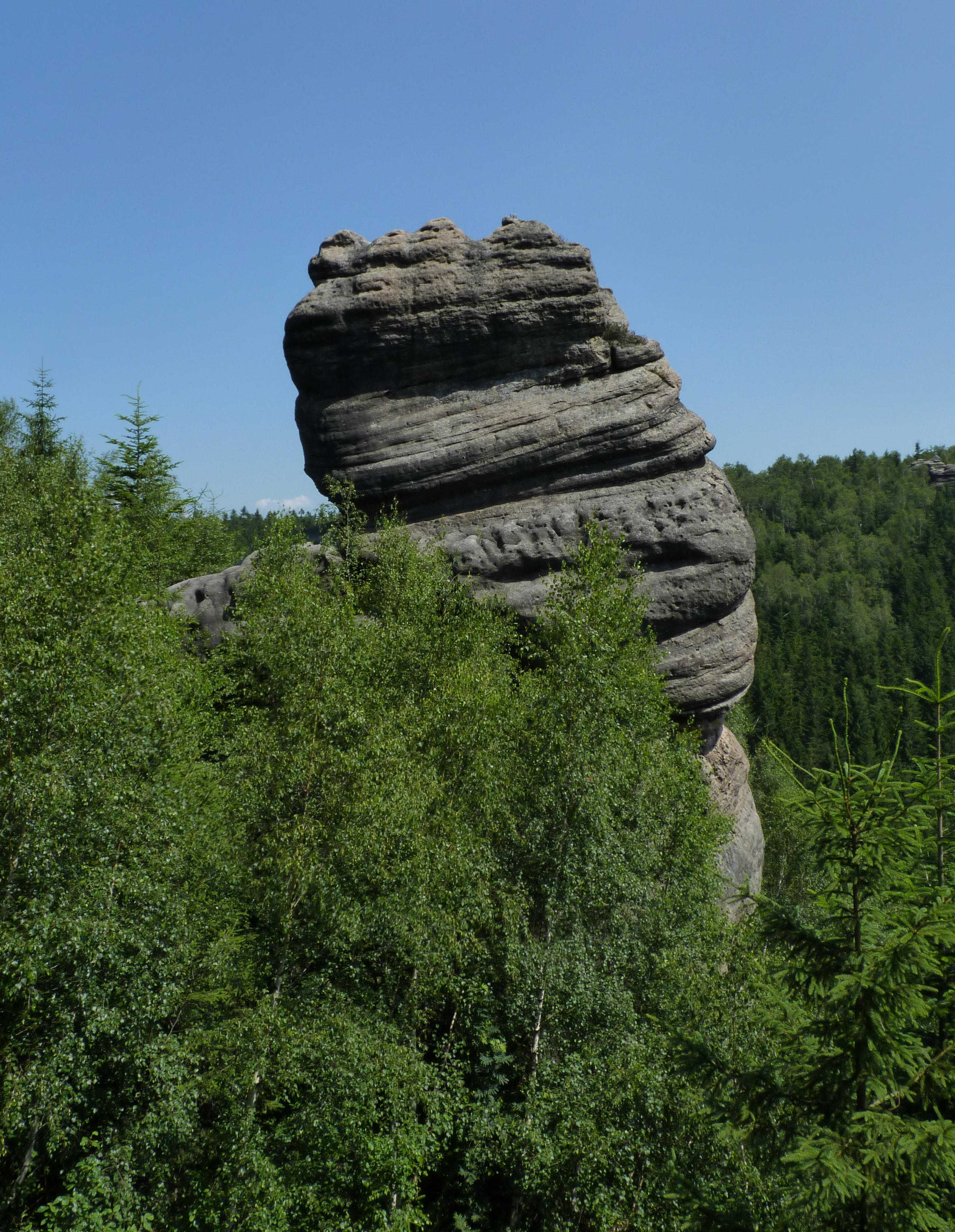
Výhled z Junácké vyhlídky
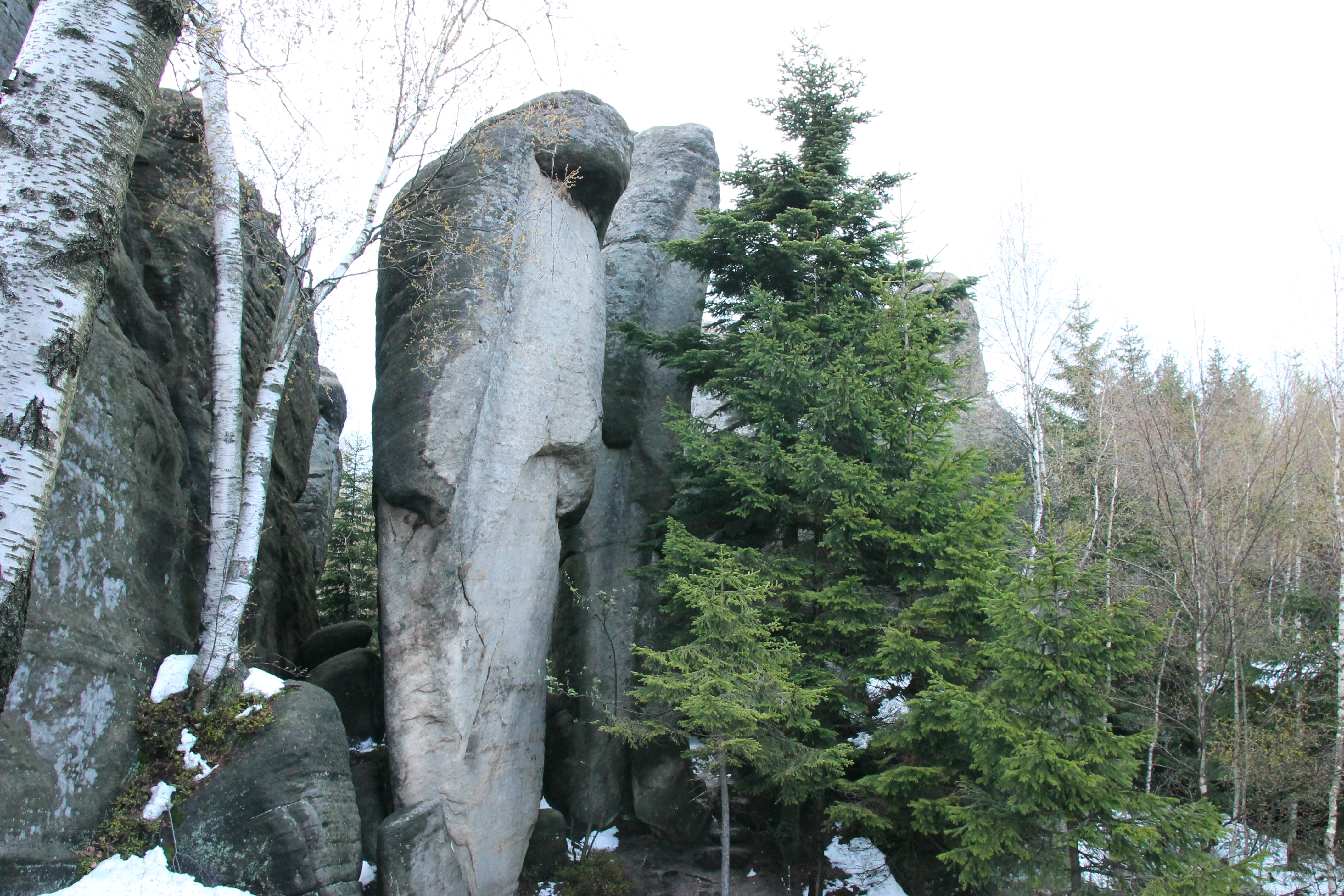
Skály cestou k vyhlídce
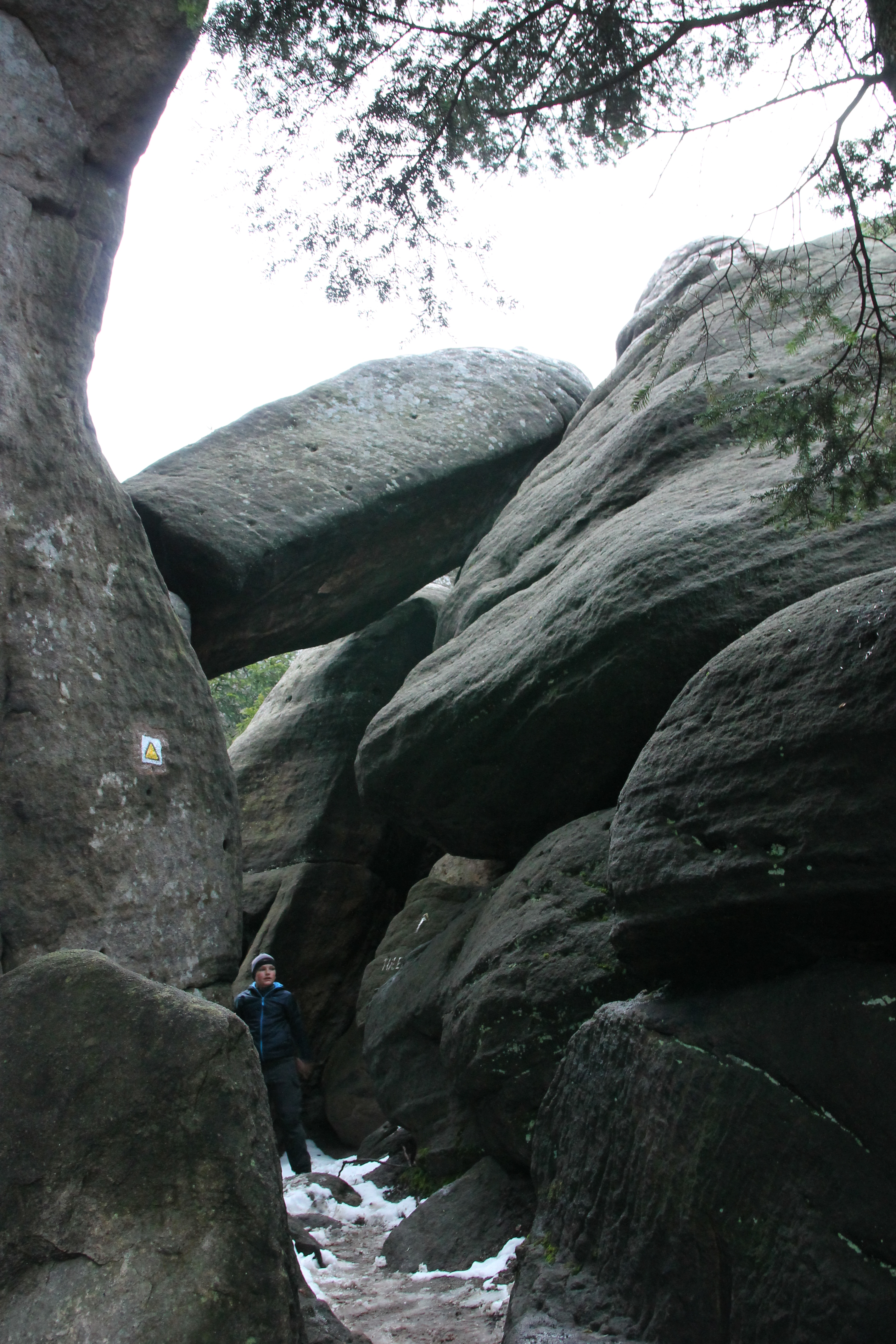
Skály cestou k vyhlídce
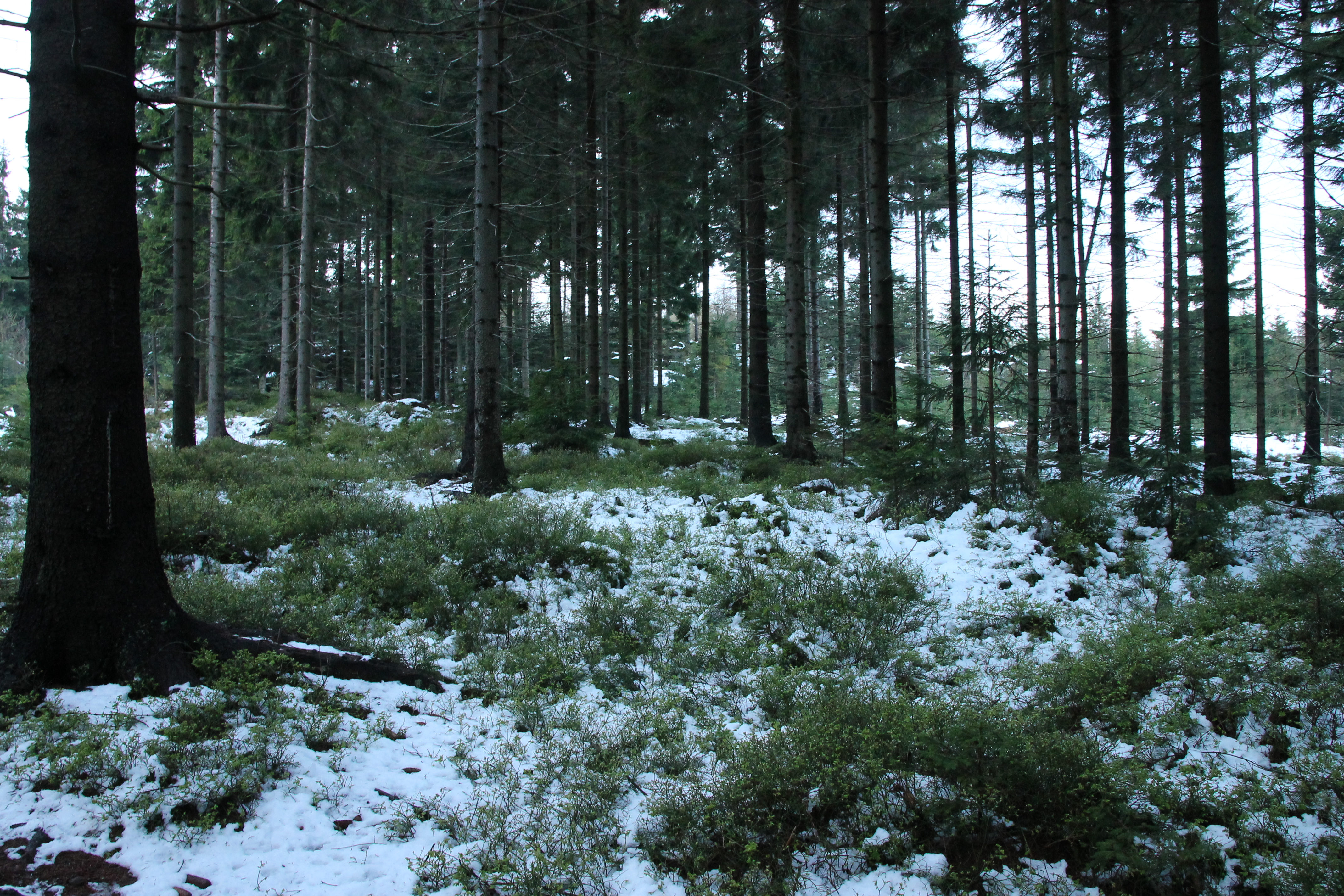
Cesta k Junácké vyhlídce koncem dubna 2017
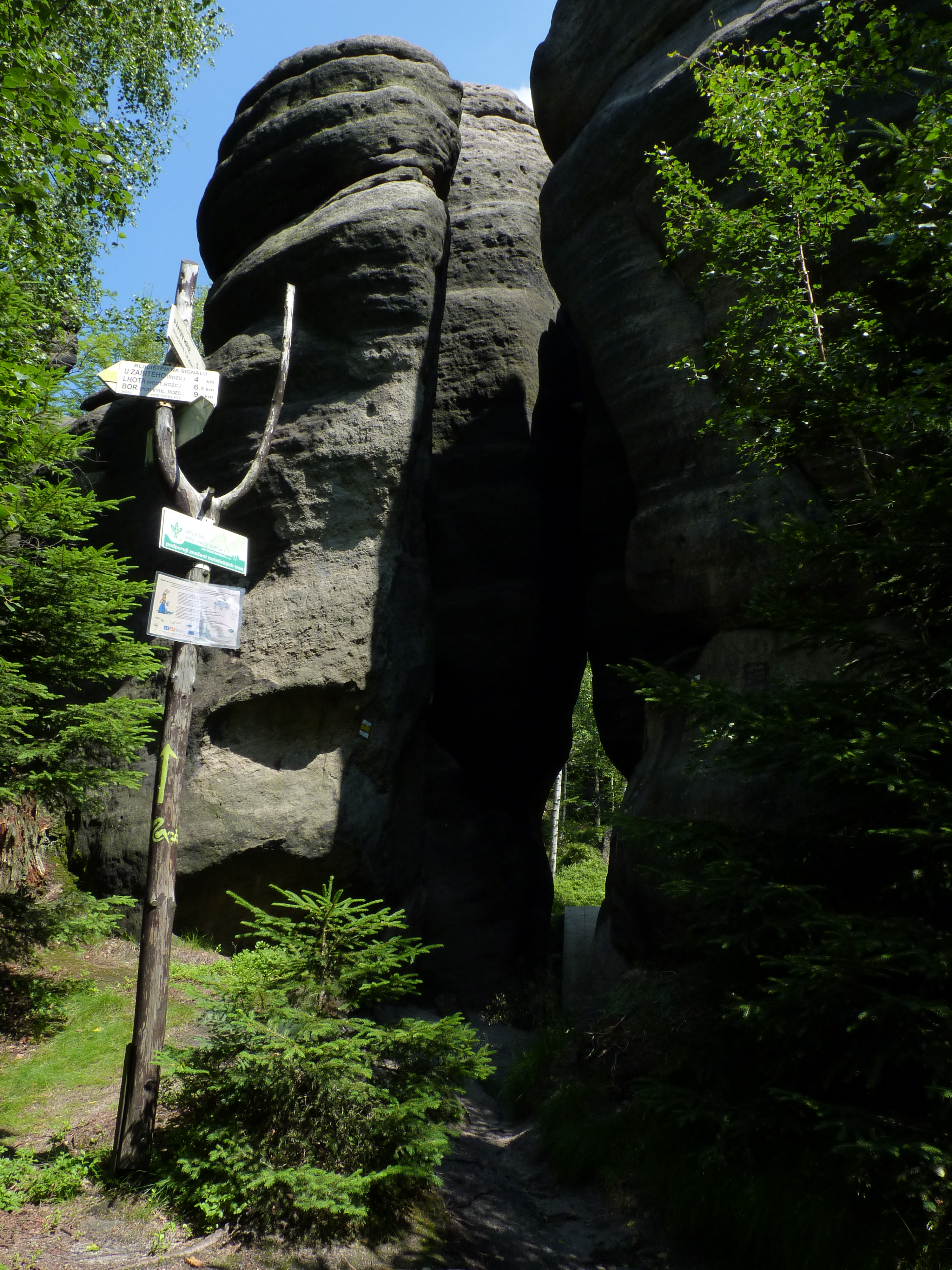
Rozcestník